# Ballade-opera

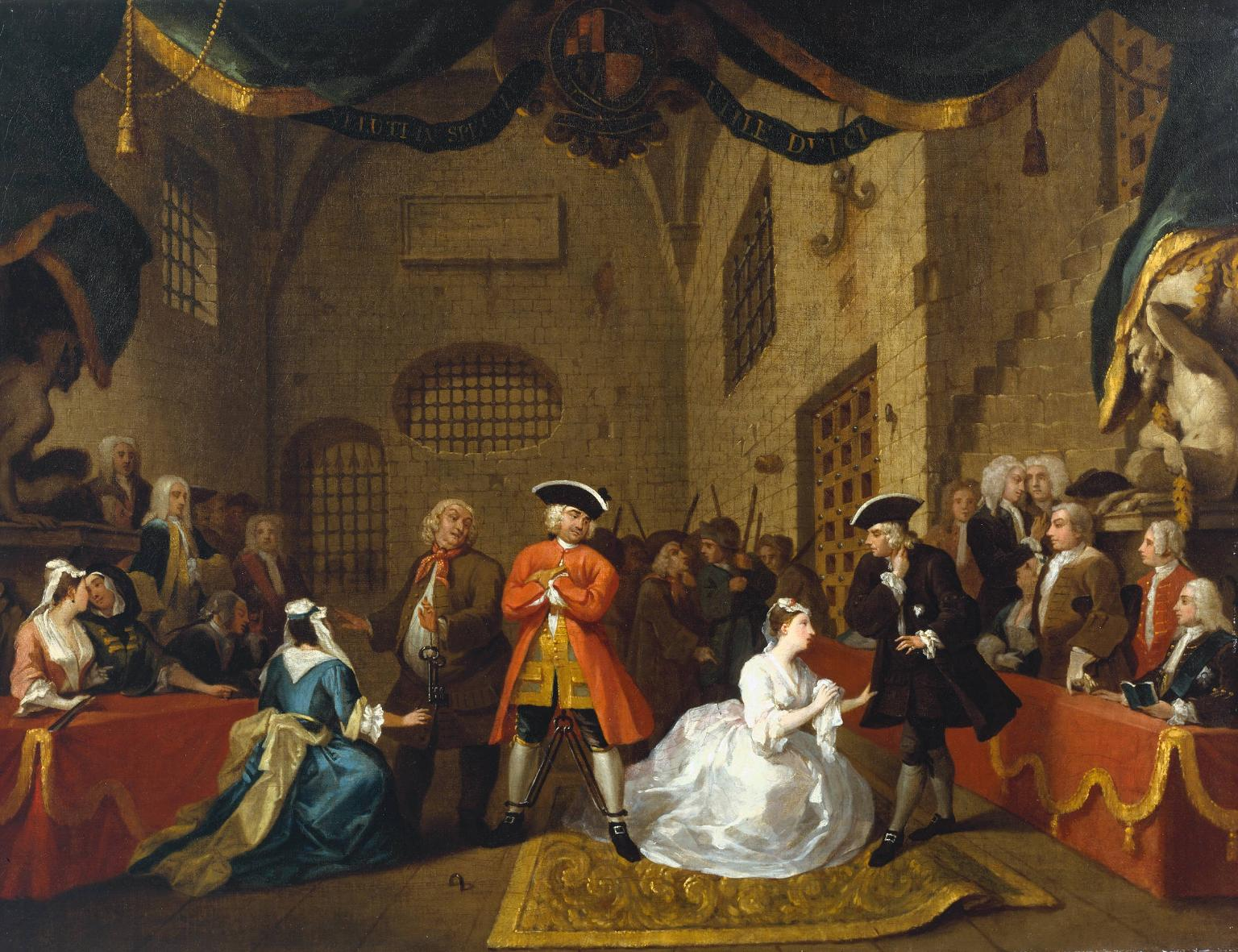
The Beggar's Opera. Schilderij van William Hogarth, ca. 1728

De ballade-opera (Engels: ballad opera) is een Engels operagenre, met zangspel en prozadialogen, dat zijn bloeitijd had tussen 1650 en 1750. De liederen van het zangspel waren veelal aangepaste volkswijsjes en andere bekende melodieën. De beroemdste ballade-opera was The Beggar's Opera van John Gay en Christopher Pepusch (1728) en was tevens de inspiratiebron van Kurt Weill en Bertolt Brecht tot het creëren van de Dreigroschenoper.